# Bernward Josef Gottlieb
Bernward Franz Josef Gottlieb (* 14. Oktober 1910 in Frankfurt am Main; † 7. Dezember 2008 in Darmstadt) war ein deutscher Arzt, Medizinhistoriker und SS-Sturmbannführer. Er war Dozent für Medizingeschichte und später Kommandant der SS-Ärztlichen Akademie in Graz. Von 1956 bis 1964 lehrte er an der Universität in Homburg Medizingeschichte, ab 1960 als außerplanmäßiger Professor.

## Leben

### Ausbildung und Zeit des Nationalsozialismus
Bernward Josef Gottlieb wurde 1910 als Sohn des Archivsekretärs Heinrich Josef Gottlieb (1868–1944) und dessen Frau Christine in Frankfurt am Main geboren. Nach dem Abitur studierte er an der Universität Frankfurt Medizin. 1933 trat Gottlieb der SS (SS-Nummer 92.218), zum 1. Mai 1933 auch der NSDAP (Mitgliedsnummer 2.532.134) bei. Ebenfalls 1933 wurde er als ärztlicher Berater der Dienststelle des Reichsdentistenführer zugeteilt. Gottlieb wurde 1935 approbiert und im selben Jahr mit der Arbeit Wirkungskoeffizienten des Thyroxineffektes im biologischen Versuch promoviert. Von 1936 bis 1939 war er in Frankfurt ärztlich tätig, dann erfolgte die Einberufung zur Waffen-SS. Im Juni 1940 wurde Gottlieb in den Stab des Reichsarzt SS Ernst-Robert Grawitz versetzt, der ihn im Herbst 1940 an das Institut für Geschichte der Medizin und der Naturwissenschaften in Berlin schickte. Bei dessen Direktor Paul Diepgen hatte Gottlieb bereits im Vorjahr erfolglos angefragt, eine Assistentenstelle besetzen und sich habilitieren zu dürfen. Diepgen verwies ihn stattdessen auf Walter Artelt in Frankfurt, dessen Seminar Gottlieb vorher 1938 besucht hatte. Die Habilitation bei Diepgen wurde ihm nun mit der Unterstützung von Ernst-Robert Grawitz ermöglicht. Diepgen erhoffte sich von der Zusammenarbeit bessere Kontakte zur SS; gleichzeitig war ihm an akademischem Nachwuchs für sein Institut gelegen. Im September 1941 wurde Gottfried Leiter des zu Jahresbeginn durch Grawitz gegründeten Instituts für Geschichte der Heilkunde beim Reichsarzt SS und Polizei. Im Mai 1942 habilitierte er sich an Diepgens Institut mit der Schrift Zur Geschichte des Vitalismus: Bedeutung und Auswirkungen Georg Ernst Stahl’s insbesondere auf die Schule von Montpellier.
Mit Unterstützung der SS, insbesondere des SS-Standartenführers und Arztes Max de Crinis, wurde Bernward Josef Gottlieb 1943 – gegen den anfänglichen Widerstand der Fakultät – Dozent für Geschichte der Medizin an der Universität Graz. Die Medizinische Fakultät der Universität Graz war für die medizinische Ausbildung von Sanitätsoffizieren und Ärzten der Waffen-SS zuständig, während die seit 1940 in Graz angesiedelte SS-Ärztliche Akademie die angehenden SS-Ärzte vor allem in nationalsozialistischer Ideologie ausbilden sollte. Gottlieb wurde Lehrgangsleiter an der Akademie. 1944 wurde er zum SS-Sturmbannführer und Oberstabsarzt der Waffen-SS befördert. Das „Institut für Geschichte der Heilkunde beim Reichsarzt SS und Polizei“ ging im Seminar für Geschichte der Medizin auf, welches Gottlieb 1944 an der Grazer Universität erhalten hatte. Im letzten Kriegsjahr wurde er Kommandant der SS-Ärztlichen Akademie.
Gottliebs vormaliger Berliner Institutsdirektor Paul Diepgen wurde 1944 emeritiert. Seine Nachfolge sollte auf Wunsch der SS sein Schüler Gottlieb antreten. Im Winter 1944/1945 kam es zwischen Reichsführer SS Heinrich Himmler und dessen Stab, der Berliner Fakultät und dem zuständigen Ministerium zu Kompetenzstreitigkeiten um die Besetzung der Professur, nachdem die Fakultätskommission sich nicht für Gottlieb entschieden hatte. In den Streit schaltete sich auch der Erziehungsminister Bernhard Rust als Gegner einer Berufung Gottliebs ein. Im Februar 1945 einigte man sich schließlich doch auf Gottlieb, der vorerst ein Extraordinariat besetzen sollte. Aufgrund des Kriegsverlaufs kam die Besetzung nicht mehr zustande. Im Mai 1945 floh Gottlieb aus Graz nach Dieburg.

### Nach der Zeit des Nationalsozialismus
Nach Kriegsende war Gottlieb als Assistenzarzt in Darmstadt und später als Leiter der Abteilung für Innere Medizin am Sankt-Rochus-Krankenhaus Dieburg tätig. Die Personalie Gottlieb wurde von Paul Diepgen erneut für die Besetzung des Berliner Lehrstuhls ins Gespräch gebracht, dies lehnte die Fakultät 1947 mit Verweis auf dessen Mitgliedschaft in der SS ab. Stattdessen konnte ihm – ebenfalls unter Beihilfe von Diepgen – 1956 eine Stelle als Privatdozent an der Universität in Homburg vermittelt werden. 1960 wurde er in Homburg außerplanmäßiger Professor für Medizingeschichte, eine Position, die bis 1955 von Lothar Sennewald besetzt war. Sennewald war aus dem Amt gedrängt worden, nachdem er sich für die Auslieferung des an Todesurteilen beteiligten vormaligen Richters Erwin Albrecht ausgesprochen hatte. Gottlieb hatte die Professur bis Dezember 1964 inne, als er aus vorgeblich gesundheitlichen Gründen von der Position zurücktrat. Im Vormonat hatte sein vormaliger Berliner Kollege Alexander Berg seinen 1960 erhaltenen Lehrauftrag an der Universität Göttingen aufgeben müssen, nachdem seine SS-Mitgliedschaft und die Mitarbeit an dem von Gottlieb verfassten Bildband Das Antlitz des germanischen Arztes in vier Jahrhunderten bekannt geworden war. Bereits 1962 war Gottlieb von Erwin Heinz Ackerknecht vorgeworfen worden, „Ko-Autor einer der berüchtigtsten Nazi-Veröffentlichungen der Medizingeschichte“ gewesen zu sein.
Gottlieb war bis 1980 in ärztlicher Niederlassung in Dieburg tätig. Er verstarb am 7. Dezember 2008 in Darmstadt.

## Wirken
Das Fach Medizingeschichte trug während der Zeit des Nationalsozialismus sowohl zur Legitimation ärztlichen Handels durch die Propagierung vermeintlich „ewigen Arzttums“ bei, als auch zur Vereinnahmung des ärztlichen Nachwuchses im Sinne der NS-Ideologie. Gottlieb entwickelte sich dabei „zur Schlüsselfigur einer von der SS geplanten neuen, völkisch orientierten Medizingeschichtsschreibung“ (Bruns). Die dabei entstandenen Schriften waren teilweise politische Auftragsarbeiten. In einer Arbeit über Paracelsus bezeichnete Gottlieb diesen als „Kämpfer gegen jüdische Kurpfuscherei“, und „Kämpfer für die Reinhaltung der deutschen Heilkunde von jüdischen Einflüssen“ aus „rassischem Instinkt“. Einem Artikel zur Freimaurerei in England, erschienen im Deutschen Ärzteblatt, fehle „jeder fachliche medizinhistorischer Bezug“ (Bruns), vielmehr handle es sich um „tendenziöse Forschung mit kriegspolitischer Propaganda“. 1942 veröffentlichte Gottlieb gemeinsam mit Alexander Berg den Bildband Das Antlitz des germanischen Arztes in vier Jahrhunderten. zu dem Grawitz ein Geleitwort verfasst hatte. Besprechungen des Buches in der Nachkriegszeit verwiesen auf die übergangene Rolle jüdischer Ärzte, andere Rezensenten stuften den Bildband als rassistische Propaganda ein. Andere Arbeiten Gottliebs waren hingegen unpolitisch, darunter Beiträge zur Kriegsmedizin.
Die „unhistorische Instrumentalisierung ärztlicher Autoritäten der Vergangenheit“ während der Zeit des Nationalsozialismus betraf nicht nur Paracelsus, sondern vor allem Hippokrates von Kos. Eine gekürzte Zusammenstellung aus dem Corpus Hippocraticum erschien 1942 als erster Band der Reihe „Ewiges Arzttum“, die von Robert Ernst Grawitz herausgegeben wurde. Für die Bearbeitung war Gottlieb verantwortlich, das Vorwort verfasste Heinrich Himmler, der auch auf Planung und Herstellung Einfluss nahm. Bei seiner Zusammenstellung verzichtete Gottlieb auf die Aufnahme des Eides des Hippokrates, zudem nahm er zahlreiche Umformulierungen vor. Das Heft wurde an alle SS-Ärzte und Angehörige der SS-ärztlichen Akademie ausgeben. Die Veröffentlichung ist mannigfaltigen Bemühungen, insbesondere aus dem Lager der SS, zuzurechnen, eine Kontinuität zwischen dem Wirken des griechischen Arztes und nationalsozialistischer Medizinethik herzustellen, eine Denkweise, die zahlreiche Unterstützer hatte. Der zweite Band der Reihe „Ewiges Arzttum“ zu Paracelsus konnte nicht fertiggestellt werden.
Beim Auftrag eine „deutsche Medizingeschichte“ (Gottlieb) zu begründen, entstand nach Einschätzung Kümmels als „dürftiges Ergebnis“ eine „Kompilation heroisierender Kurzbiographien“. Eine von Gottlieb 1982 im Selbstverlag veröffentlichte Abhandlung zur SS-Lehranstalt in Graz bezeichnet diese als „militärische Akademie“ und verschleiert ihren Charakter als Ausbildungsstätte für SS-Ärzte (darunter auch Aribert Heim). Gottlieb resümierte, dass „keiner der aus der Akademie Hervorgegangenen ethisch versagt“ habe.

## Veröffentlichungen
- Bernward Josef Gottlieb: Wirkungskoeffizienten des Thyroxineffektes im biologischen Versuch. Universität Frankfurt, 1935. (Dissertation)
- Sepp Gottlieb: Die Entwicklung der Freimaurerei in England. In: Deutsches Ärzteblatt. Nr. 71, 1941, S. 280–282.
- Sepp Gottlieb: Paracelsus als Kämpfer gegen das Judentum. In: Deutsches Ärzteblatt. Nr. 71, 1941, S. 326–328.
- Bernward Josef Gottlieb: Der Beitrag des Leideners Jan de Wales zur Entdeckung des Blutkreislaufs und zur Begründung der experimentellen Kreislaufphysiologie. In: Zeitschrift für Kreislaufforschung. Nr. 33, 1941, S. 631–646.
- Bernward Josef Gottlieb: Vom deutschen Arzt. In: Deutsche Dentistische Wochenschrift. Nr. 62, 1942, S. 193–195, 631–646.
- Bernward Josef Gottlieb: Vitalistisches Denken in Deutschland im Anschluss an Georg Ernst Stahl. In: Klinische Wochenschrift. Band 21, Nummer 20, 1942, S. 445–448, doi:10.1007/BF01773817.
- Ernst Robert Grawitz (Hrsg.), Bernward Josef Gottlieb: Hippokrates. Gedanken ärztlicher Ethik aus dem Corpus Hippocraticum. (Ewiges Arzttum. Band 1), Volk und Reich, Berlin 1942.
- Bernward Josef Gottlieb, Alexander Berg: Das Antlitz des germanischen Arztes in vier Jahrhunderten. Rembrandt Verlag, Berlin 1942.
- Bernward Josef Gottlieb: Bedeutung und Auswirkungen des hallischen Professors und kgl. preuß. Leibarztes Georg Ernst Stahl auf den Vitalismus des XVIII. Jahrhunderts, insbesondere auf die Schule von Montpellier. In: Nova Acta Leopoldina, Nr. 89, 1943, S. 425–502.
- Bernward Josef Gottlieb: Das Problem des Lebendigen im ärztlichen Weltbild: G. E. Stahl, Hahnemann und Virchow. Barth, Leipzig 1943.
- Bernhard Josef Gottlieb: Die Ausbildung des preußischen Feldarztes und Kriegschirurgen um die Zeit Friedrichs des Großen. In: Zeitschrift für ärztliche Fortbildung. Nr. 40, 1943.
- J. Gottlieb: Über die Aufgabe der Medizingeschichte im Kriege. In: Deutsches Ärzteblatt. Nr. 74, 1944, S. 57–58.
- Bernward Josef Gottlieb: Paul Diepgen zum 24. November 1958. Zum 80. Geburtstag des großen Medizinhistorikers. In: Medizinische Welt. 1958, S. 1930.
- Georg Ernst Stahl, Bernward Josef Gottlieb (Hrsg.): Über die Bedeutung des synergischen Prinzips für die Heilkunde. J. A. Barth, Leipzig 1961. (Einleitung und Übersetzung von Gottlieb.)
- Bernward Josef Gottlieb (Hrsg.): Georg Ernst Stahl: Über den mannigfaltigen Einfluß von Gemütsbewegungen auf den menschlichen Körper (Halle 1695) / Über die Bedeutung des synergischen Prinzips für die Heilkunde (Halle 1695) / Über den Unterschied zwischen Organismus und Mechanismus (Halle 1714) / Überlegungen zum ärztlichen Hausbesuch (Halle 1703). Leipzig 1961 (= Sudhoffs Klassiker der Medizin. Band 36.)
- Joseph Gottlieb: Studien zur Geschichte der Medizin. Darmstadt 1972.
- Franz Joseph Gottlieb: Die Akademie am Rosenberggürtel. Ein Beitrag zur Grazer Zeitgeschichte 1943–1945. Selbstverlag, Graz 1982.
- Josef Gottlieb (Hrsg.): Die plattdeutsche Mundart des Untereichsfeldes. Mecke-Druck, 1996. (Neu-Herausgabe des von seinem Vater unter dem Pseudonym „Christian von der Eller“ verfassten Werkes.)
- Christian von der Eller, Franz J. Gottlieb (Hrsg.): Müller’s Lisebeth von Ankerode: Eine eichsfeldische Dorfgeschichte. Mecke-Druck, 1998. (Neu-Herausgabe des von seinem Vater unter dem Pseudonym „Christian von der Eller“ verfassten Werkes.)
- Franz Joseph Gottlieb: Auf den Spuren des Äskulap, Zwischen Cos und Caritas. Fouque, 2001.